# SC Group
SC Group — британська багатогранна інженерна компанія, яка до ребрендингу у вересні 2015 року була відома як Supacat Limited. Компанія Supacat була заснована в 1981 році на аеродромі Dunkeswell в Англії. Зараз SC Group складається з чотирьох компаній: Supacat, SC Innovation, Proteum і Blackhill Engineering.
SC Group спочатку спеціалізувалася на проектуванні та розробці військових і цивільних транспортних засобів високої мобільності. Протягом останнього десятиліття компанія значно розширила свій портфель, щоб охопити розробку обладнання для роботи в суворих умовах у таких секторах, як морське судноплавство, відновлювані джерела енергії, розвідка корисних копалин, нафта і газ і атомна енергетика. Протягом 2014 року тодішня Supacat здійснила низку придбань у комерційному морському секторі, що призвело до створення компанії Proteum, яка тепер базується в Гемблі, Велика Британія. Наприкінці 2014 року було придбано компанію Blackhill Engineering, яка спеціалізується на виробництві важкої продукції в Ексетері.
10 вересня 2015 року компанія Supacat Limited змінила бренд на SC Group. SC Group є торговим брендом SC Group - Global Limited. Нинішнім виконавчим директором є Нік Еймс, який приєднався до компанії в 2003 році. Нік Джонс, колишній співзасновник Supacat, залишається директором SC Group.

## Supacat
Бренд Supacat зберігається SC Group для основного оборонного бізнесу групи. Supacat розробляє та підтримує високомобільні військові транспортні засоби та надає спеціалізовані інженерні послуги замовникам у сфері оборони, а нещодавно закріпився в Австралії.
Supacat Pty Ltd була заснована в 2011 році з офісом у Вікторії, Австралія. У березні 2012 року Supacat Pty Ltd придбала австралійську компанію з надання послуг інженерного проектування Unique Solutions Providers за нерозголошену суму. Керуючий директор Supacat Нік Еймс тоді сказав: «Це придбання є першим у 30-річній історії Supacat і підтримує нашу стратегію доступу до нових регіональних ринків і нових галузей промисловості. Це дає нам змогу покращити підтримку наших автопарків, які перебувають на озброєнні Сил оборони Австралії, і доповнює диверсифікацію Supacat у секторах нафти та газу та відновлюваної енергії». 4 вересня 2015 року компанія Rheinmetall Defense назвала Supacat Australia першою австралійською компанією, яка стане частиною команди Land 400 Phase 2 Mounted Combat Reconnaissance Capability, для якої компанія запропонує Boxer. Supacat також є членом команди Rheinmetall Challenger 2 Life Extension Project (C2 LEP).

### Всюдихідна платформа
All Terrain Mobility Platform (ATMP) — це позашляховик 6x6 четвертого покоління. З 1982 року близько 200 ATMP було поставлено переважно військовим користувачам, включаючи збройні сили Канади, Малайзії, Мексики та Великої Британії.

### Високомобільний транспортер
Автомобільна платформа High Mobility Transporter (HMT) виробляється в трьох варіантах HMT 400 (4x4), HMT 600 (6x6) і HMT Extenda (конфігурується між 4x4 і 6x6). Також доступний варіант HMT 800 (8x8). HMT був розроблений у середині 1999 року компанією HMT Supacat Limited, яка пізніше була перейменована на HMT Vehicles Limited. У 2004 році Lockheed Martin уклала ліцензійну угоду з HMT Vehicles Ltd на виробництво та продаж HMT у Північній Америці. У 2006 році Lockheed Martin (Велика Британія) придбала HMT Vehicles Ltd, яка повернула ліцензію на розробку Supacat.
HMT 400, перша платформа, яка надійшла на озброєння, була розроблена для сил спеціального призначення Сполученого Королівства, придбана в рамках проекту Minacity для заміни Land Rover 110 Desert Patrol Vehicle. У 2001 році було укладено контракт на 65 машин, які надійшли на озброєння в 2003–2004 роках в Афганістані після тендерів наприкінці 1990-х років. У 2004 році Delta Force армії США придбав 47 машин схожої конфігурації під назвою Marauders, які були поставлені в 2004–2005 роках.
У 2006 році мисливський корпус данської армії замовив 15 машин HMT Extenda. У 2007 році Полк спеціальної авіаційної служби австралійської армії замовив 31 транспортний засіб HMT Extenda, відомий як Nary, позначений як Special Operations Vehicle-Special Reconnaissance (SOV-SR), який через технічні проблеми не надійшов на озброєння до 2011 року.
У 2014 році 2-й полк Commando австралійської армії замовив 89 транспортних засобів HMT Extenda MK2, відомих як Special Operations Vehicle-Commando (SOV-Cdo), які можна буде переконфігурувати в чотирьох конфігураціях. У 2015 році Forsvarets Spesialkommando Норвезької армії замовила нерозголошену кількість машин HMT Extenda, які будуть поставлені з 2017 по 2019 рік. У 2016 році Спеціальна авіаційна служба Нової Зеландії замовила нерозголошену кількість транспортних засобів HMT Extenda, позначених як Special Operations Vehicles – Mobility Heavy (SOV-MH), які будуть поставлені з кінця 2017 року. 
HMT 600 (для британських замовників має назву Coyote) забезпечує значне збільшення корисного навантаження. Платформа може постачатися з додатковим комплектом протимінного та балістичного захисту, а також може бути оснащена різноманітними спеціальними перешкодами, зброєю, засобами зв’язку, ISTAR та обладнанням для захисту сил, щоб відповідати широкому спектру операційних завдань. Відповідно до ілюстрацій в інформаційних джерелах, платформа застосовувалась у мобільніх наземних пускових установках Wolfram для ракет Brimstone, що були передані Великобританією Україні. 

## Галерея

Supacat products
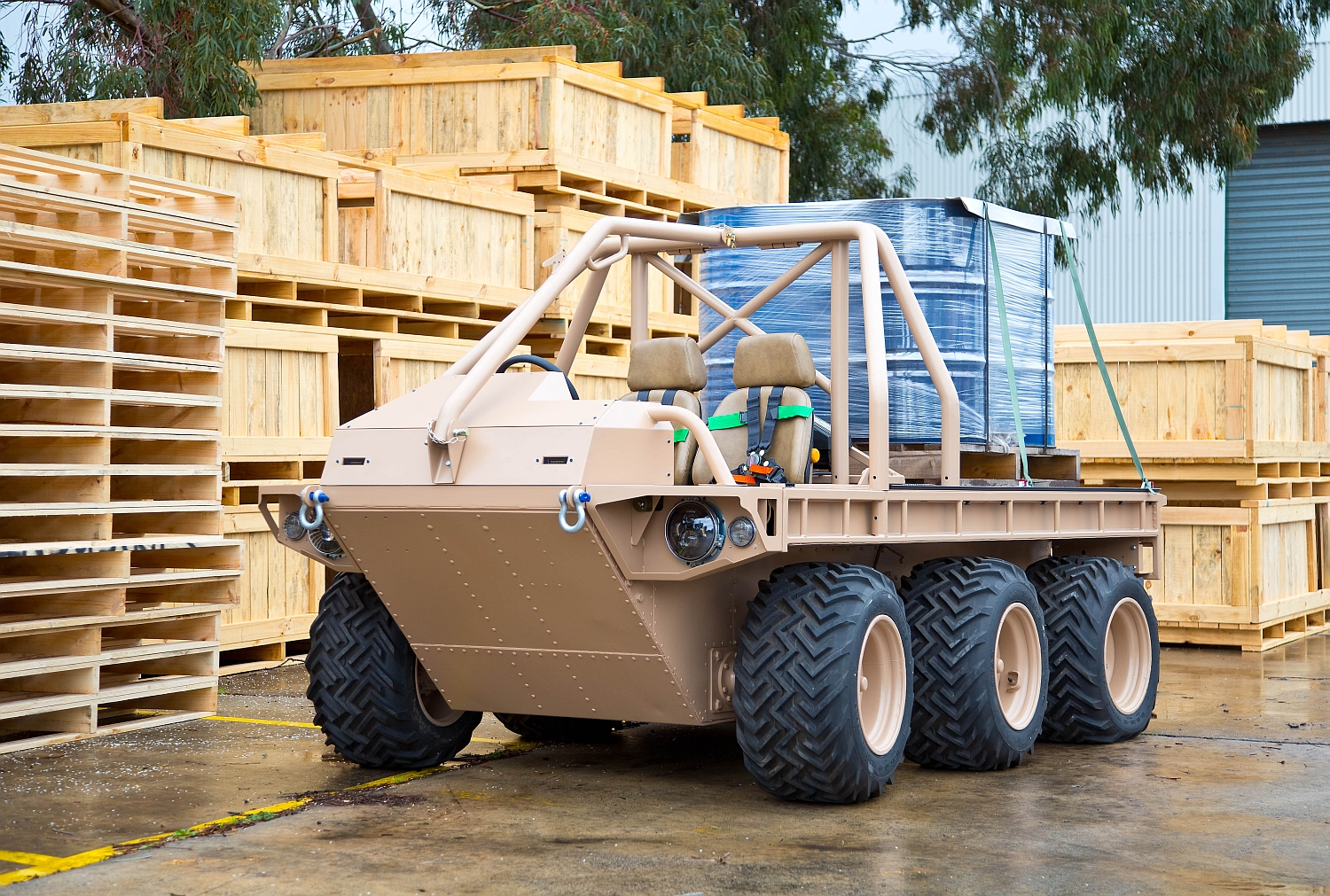
Прототип платформи Supacat All Terrain Mobility Platform (ATMP) Mk4.
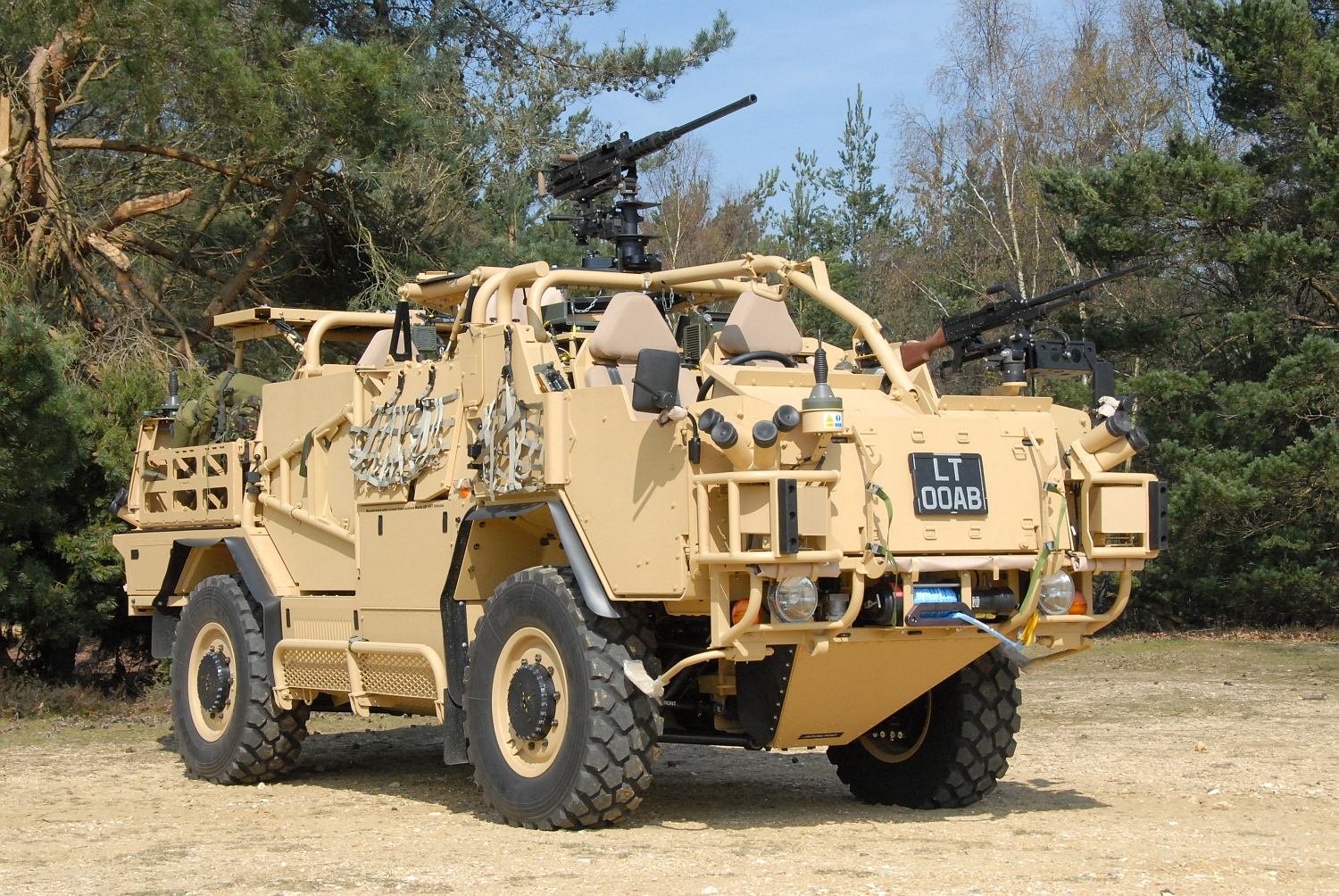
Supacat Jackal 2 на демонстрації для ЗМІ в Лонг-Веллі.
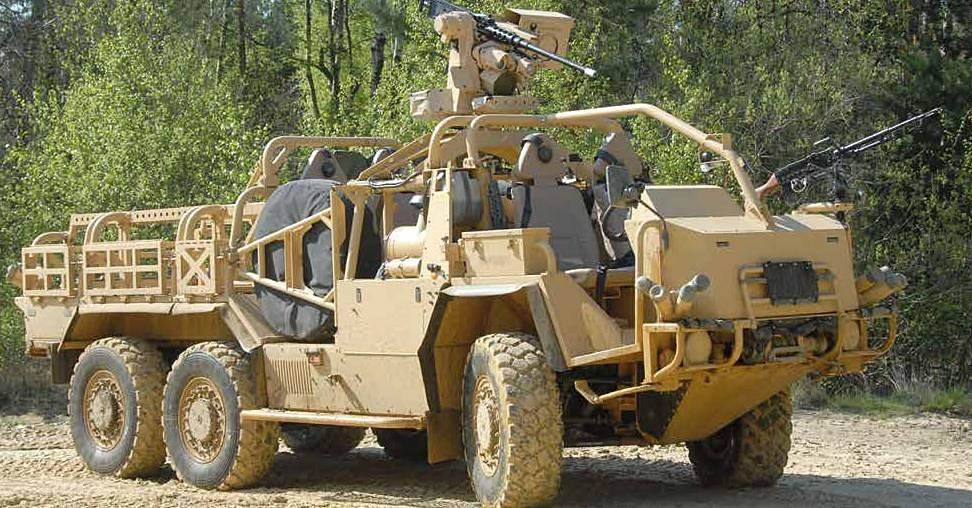
Supacat HMT Extenda на демонстрації для ЗМІ в Лонг-Веллі.
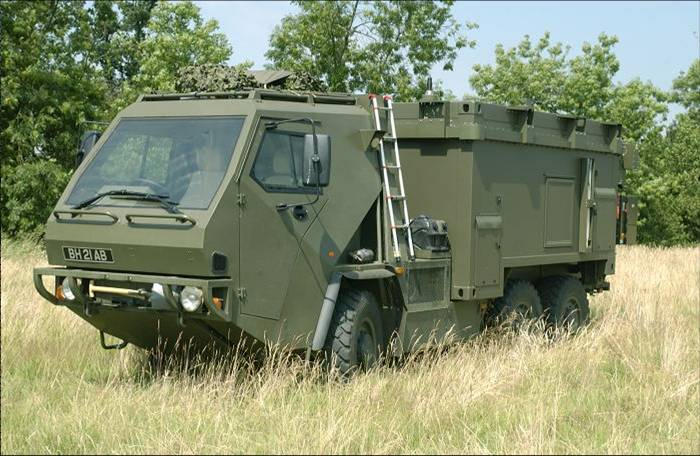
Supacat HMT 600 з чотиримісною кабіною та комунікаційною задньою частиною кузова.
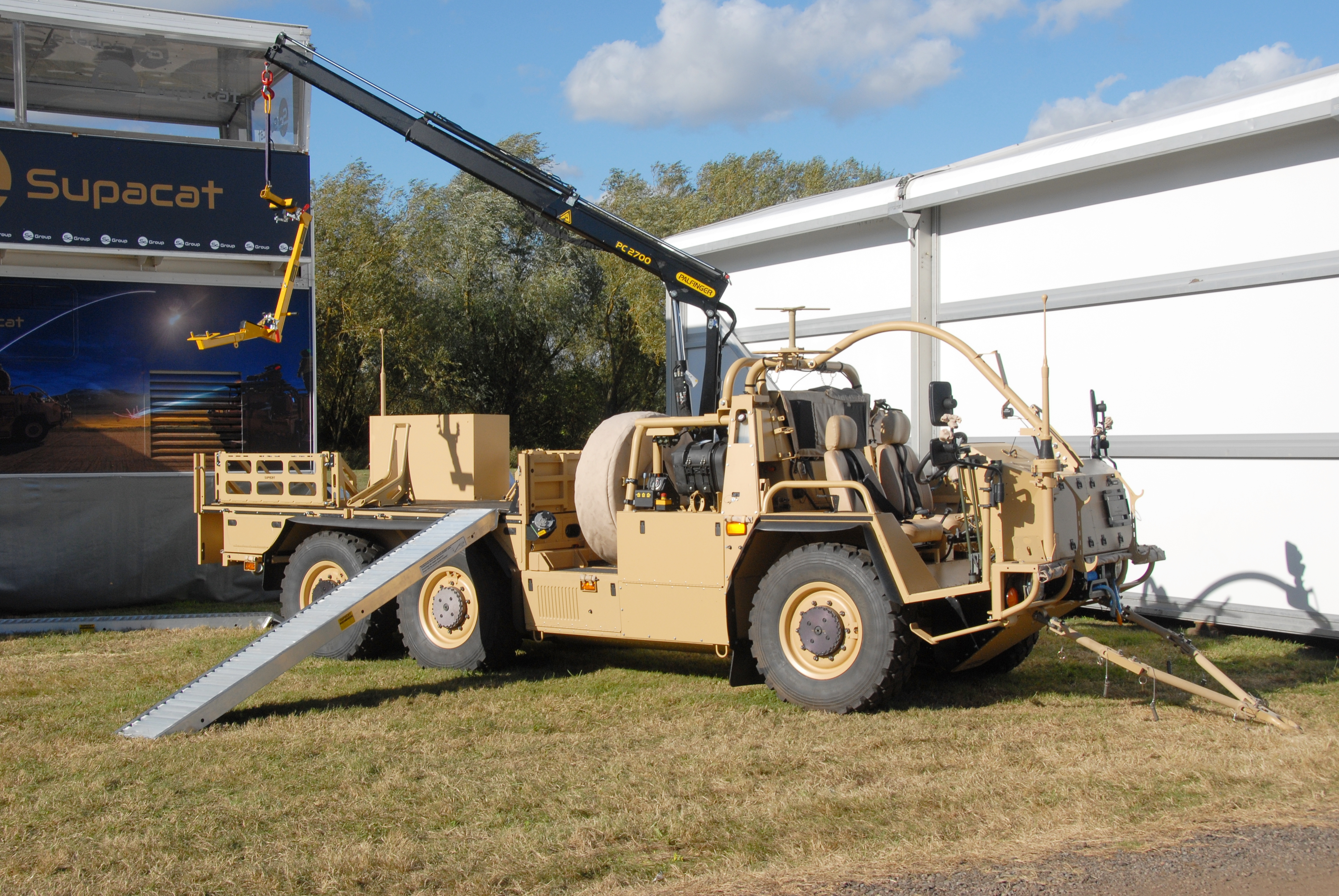
Концепція логістичного варіанту HMT Supacat, як показано на DVD 2016
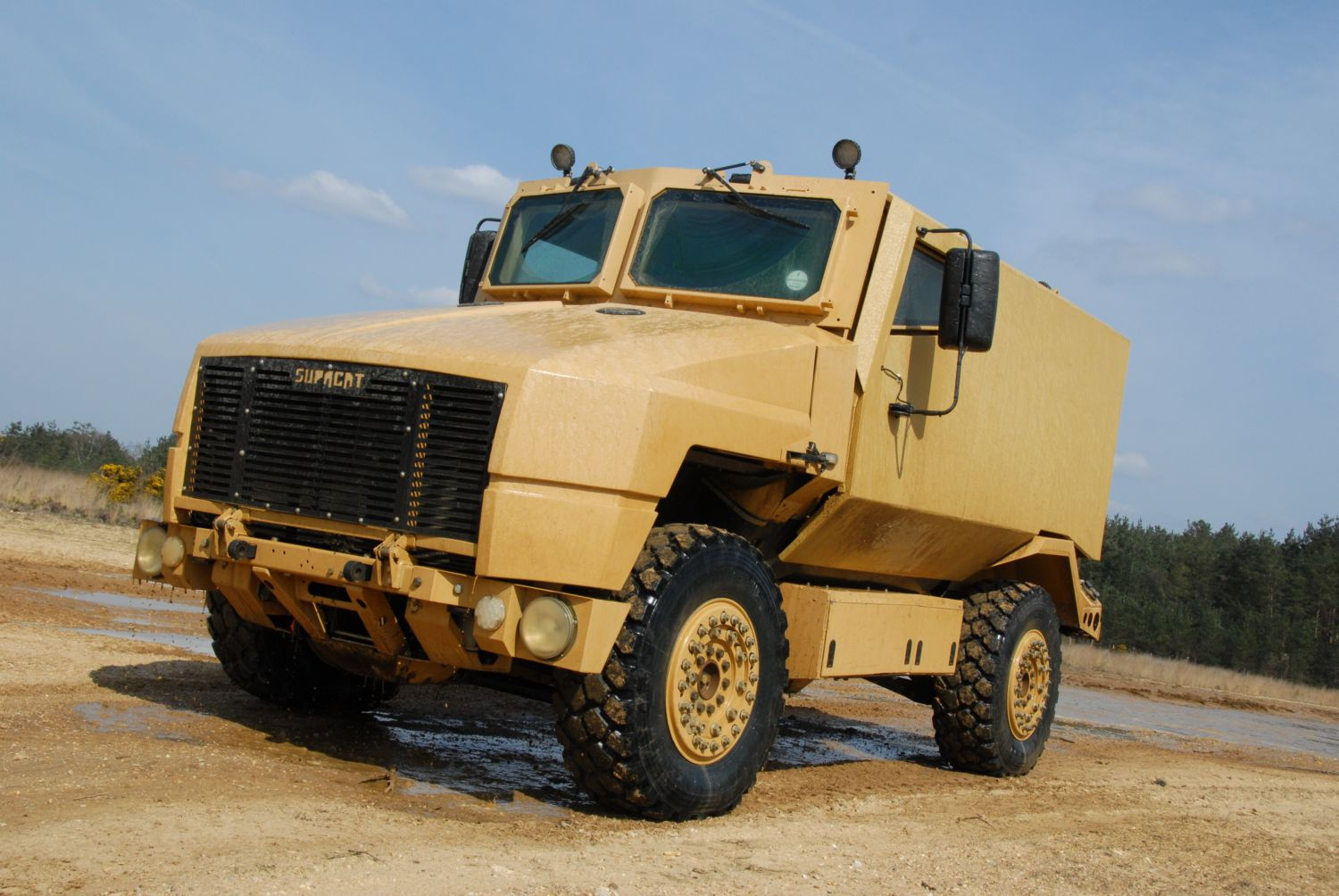
Приклад прототипу SPV 400 на демонстрації для ЗМІ у Великій Британії в Лонг-Веллі.
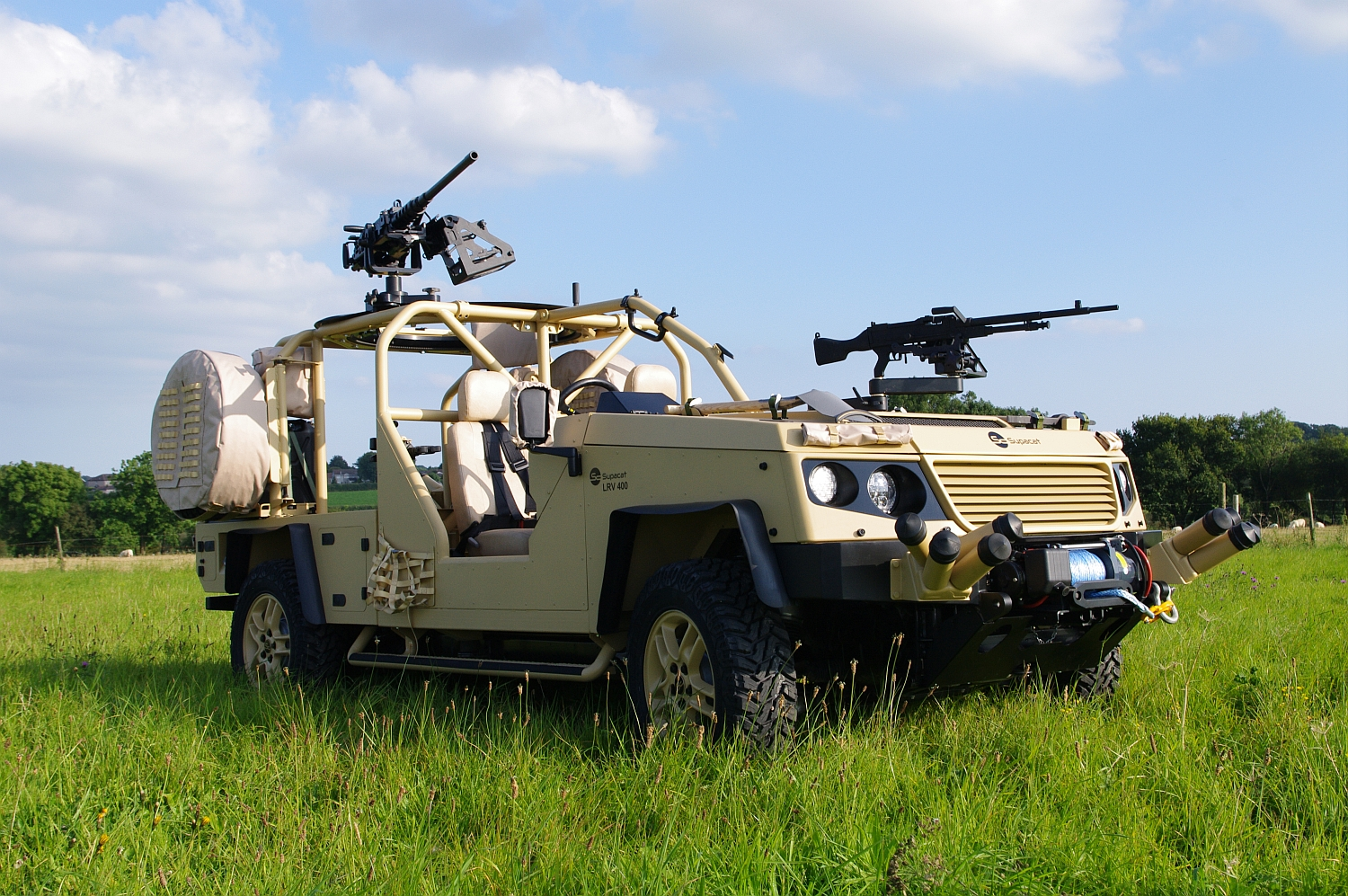
Легка розвідувальна машина 400 (LRV 400) Mk2
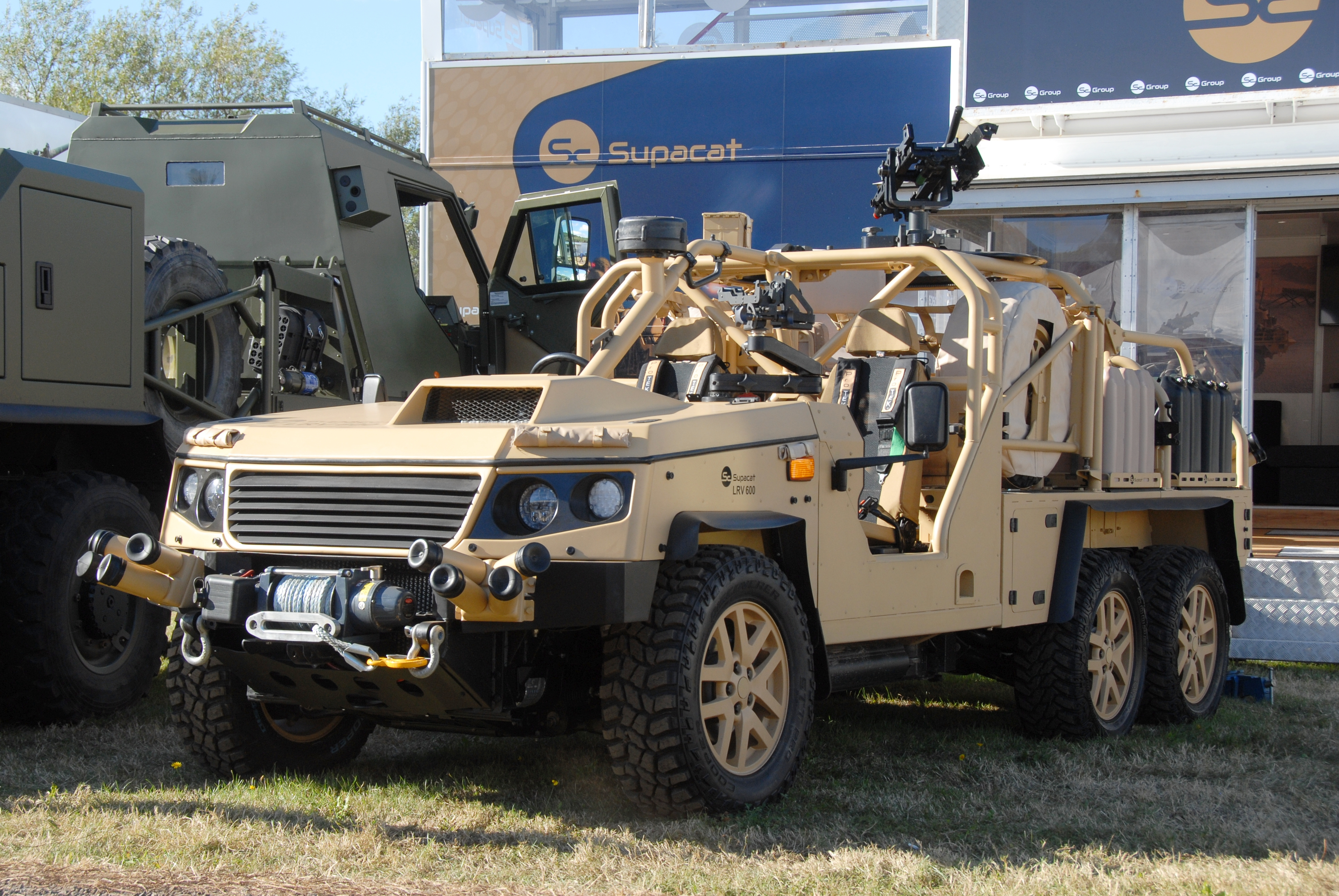
Концепція Supacat LRV 600, показана на DVD 2016
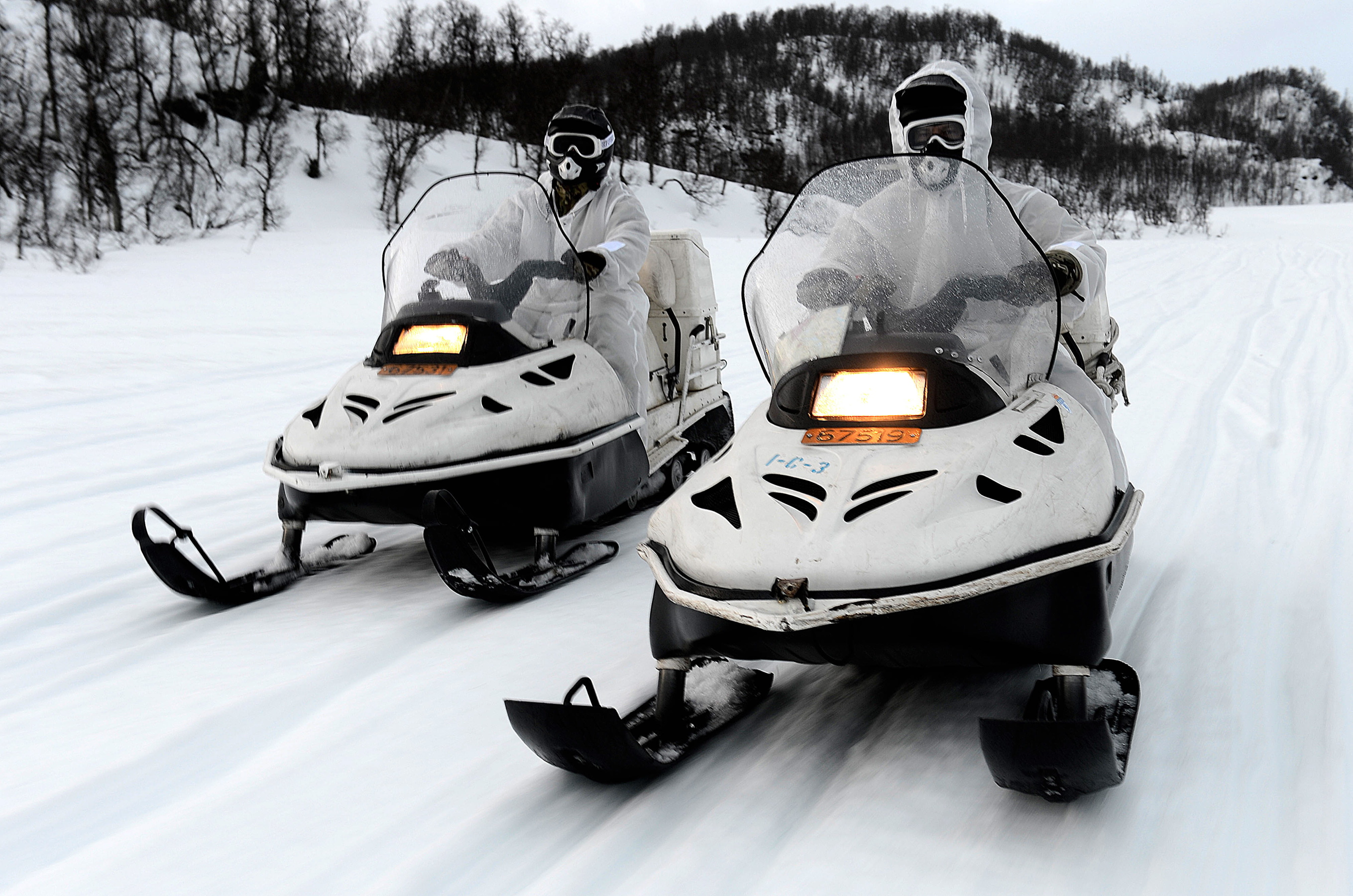
Supacat модифікує та постачає снігоходи Bombardier Lynx Королівській морській піхоті Великої Британії.

## СК Інновації
SC Innovation надає інженерні рішення для підтримки всього бізнесу групи SC, не пов’язаного з обороною. SC Innovation включає роботу спеціалізованих транспортних засобів із Королівським національним інститутом рятувальних шлюпок (RNLI) та службами екстреної допомоги разом із продуктами та послугами для таких секторів, як нафтогазовий, морський, відновлювана енергетика та ядерна енергетика. Продукти включають:
- Система спуску та підйому рятувальних шлюпок (L&RS) була розроблена спеціально для RNLI та у відповідь на вимогу до сучасної та високомобільної транспортної системи для нового класу рятувальних шлюпок. Конструкція L&RS включає в себе кілька унікальних особливостей, включаючи постійну керовану програмним забезпеченням систему чотирьох гусеничних приводів для забезпечення мобільності в будь-яких умовах пляжу. Крім того, люлька, яка несе човен, обертається на 360 градусів, щоб увімкнути спуск і підйом «Спочатку лук»[18]
- Specialist Utility Vehicle 600 (SUV 600) — це серійний Land Rover Discovery 4x4, який переобладнаний у конфігурацію 6x6 для використання в службах екстреної допомоги та в інших секторах комунального господарства[19]
- Захищений транзитний транспортний засіб (PTV) був розроблений спеціально для використання в нафтогазовому секторі. Він забезпечує повну сумісність із зоною ATEX 2 для перевезення пасажирів і вантажів, розроблену для використання в потенційно небезпечних вибухонебезпечних і токсичних середовищах[20]
- Спеціалізоване багатоцільове судно 24 (SMV 24) було розроблено, щоб забезпечити гнучке, багатоцільове, високоефективне рішення для проведення операцій на підтримку офшорних та інших секторів морської техніки. [21]
- SC Innovation є членом команди консорціуму під керівництвом Фреда Олсена, який розробляє сучасний пристрій хвильової енергії, що підтримує Раду технологічної стратегії (TSB).

## Галерея

SC Innovation products
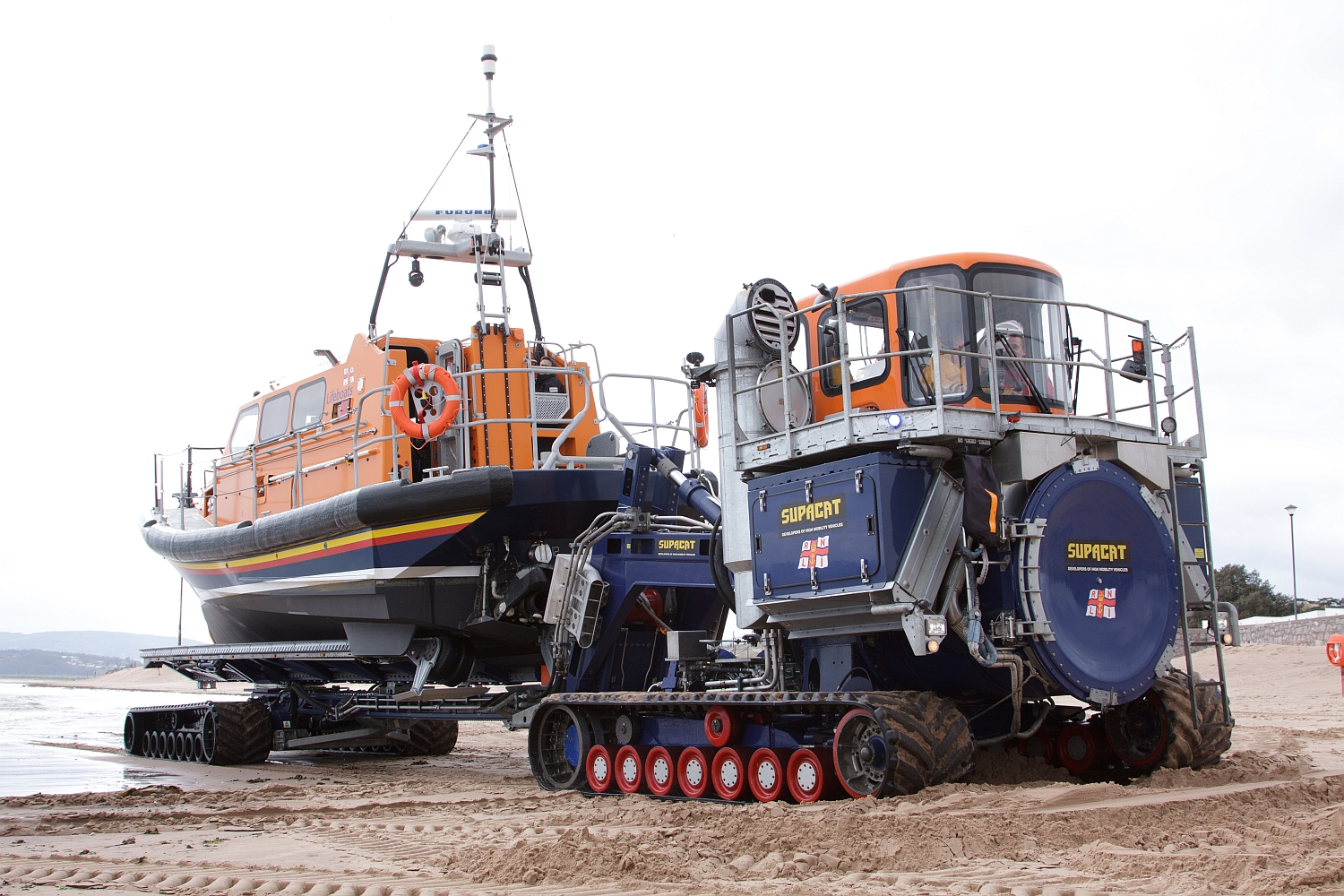
Система спуску та відновлення рятувальних шлюпок SC Innovation (L&RS)
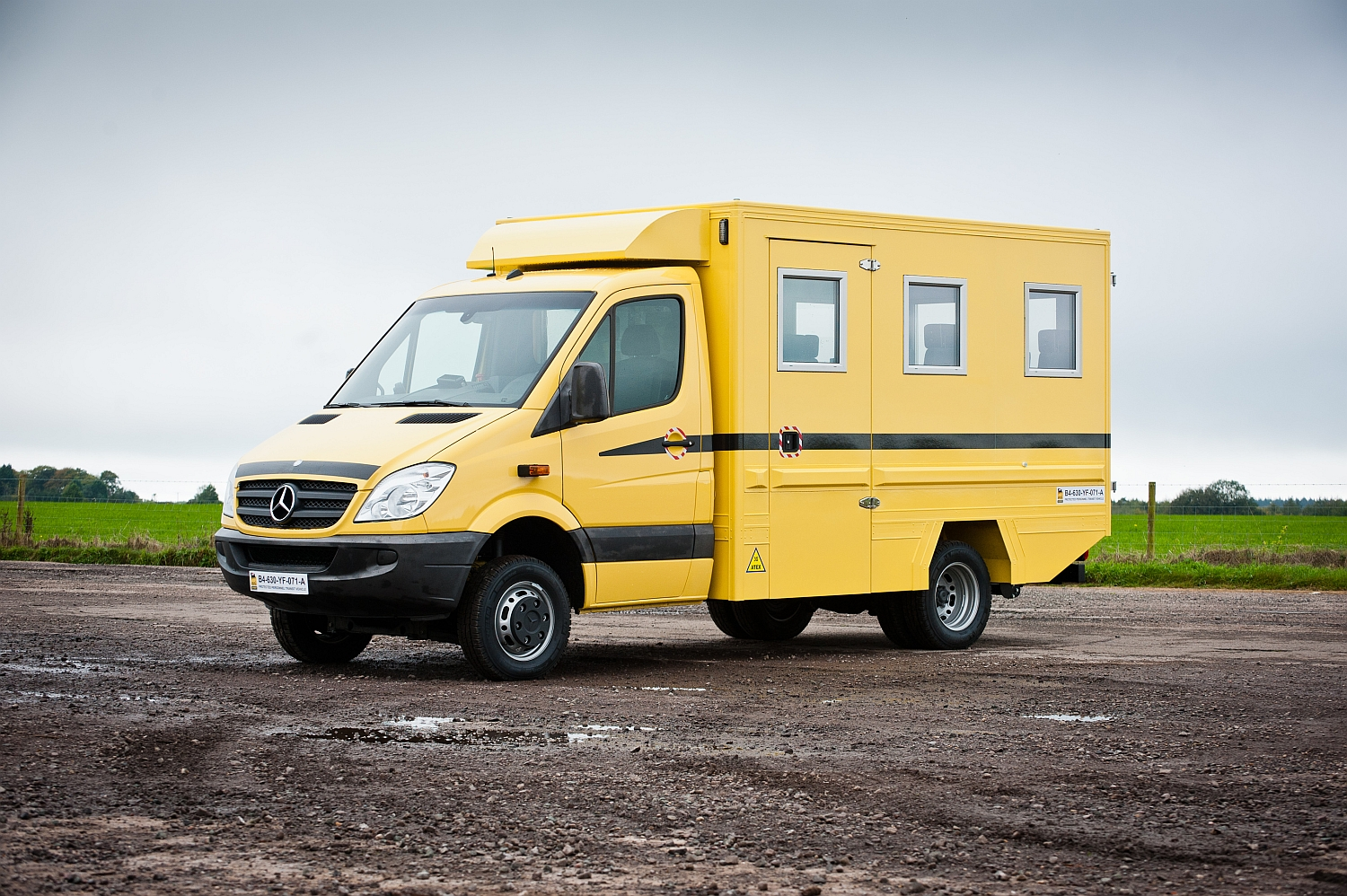
Захищений транспортний засіб SC Innovation (PTV)
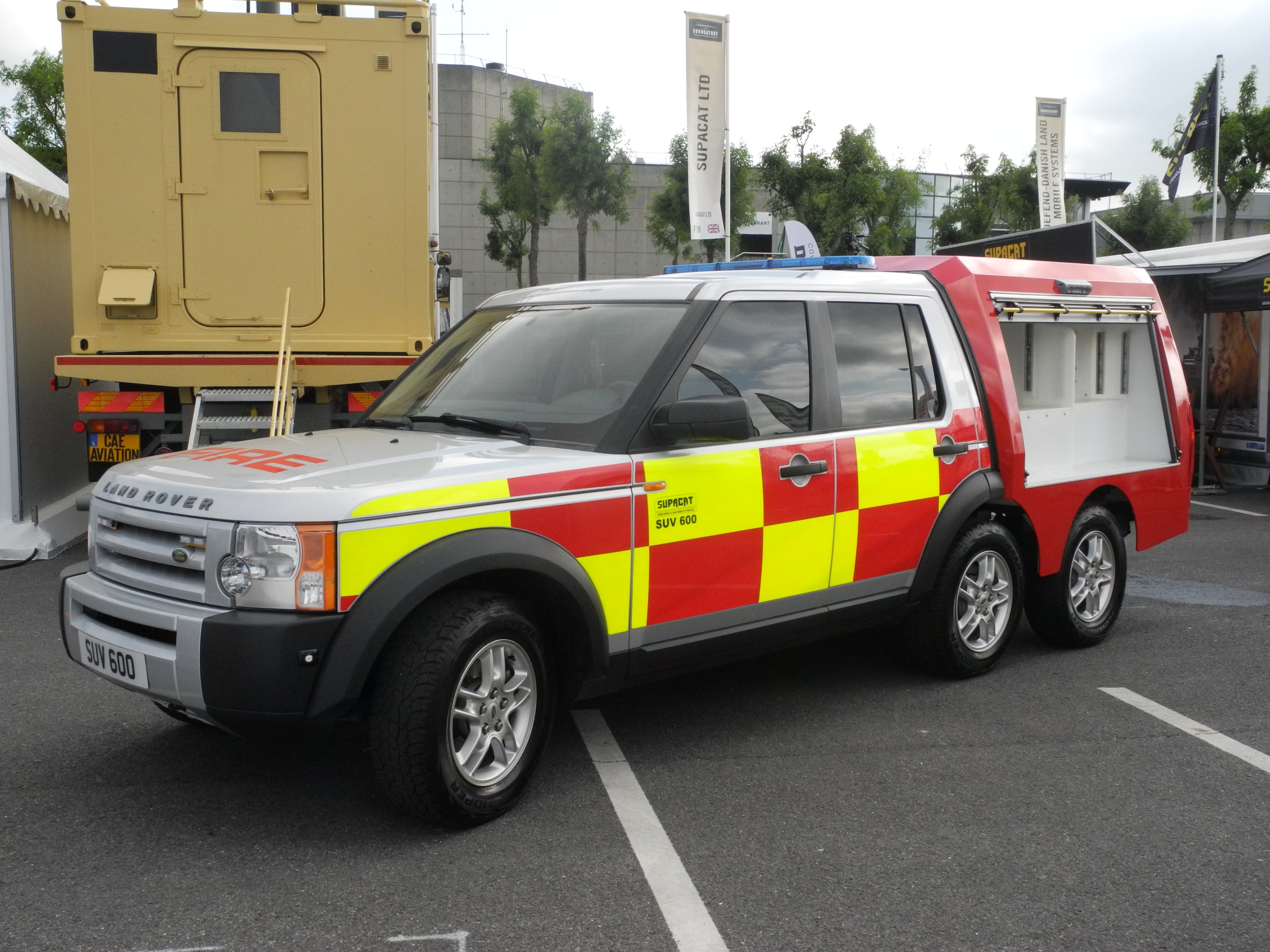
Ранній позашляховик SUV600, представлений Supacat на Eurosatory 2014

## Blackhill Engineering Services

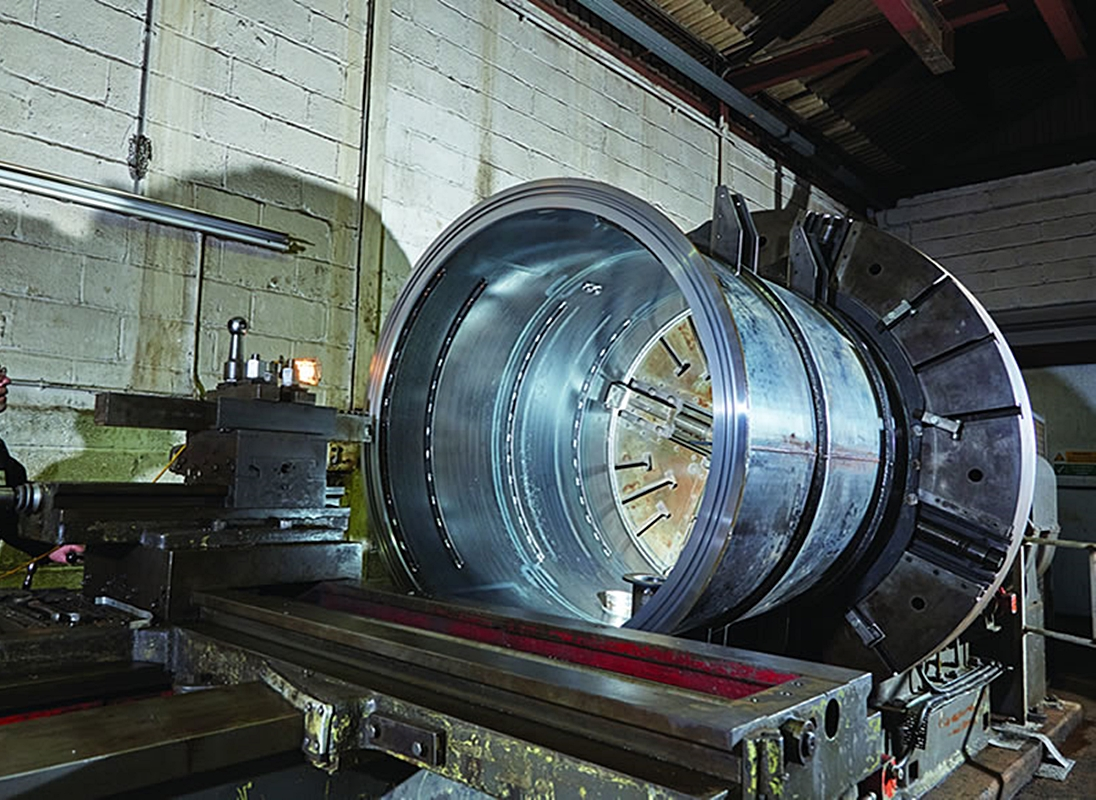
Типовий приклад потужних інженерних можливостей Blackhill Engineering

Blackhill Engineering Services є фахівцем із важкого виробництва та обробки. Supacat Limited придбала Blackhill наприкінці 2014 року.
Blackhill Engineering Services Ltd. існує в різних формах з 1950-х років; спочатку його основною роллю було забезпечення інженерного центру для англійської China Clays (підрозділ Quarries), який займався капітальним і прибутковим ремонтом, модифікаціями, проектами та обслуговуванням для об’єктів по всьому Сполученому Королівству та Нормандським островам. На початку 1995 року компанія стала приватною власністю.

## Виступи на телебаченні та в кіно
- Бразилія [23] (1985; Supacat ATMP)
- Top Gear [24] (Supacat Jackal)
- Top Gear Apocalypse [25] (Supacat Jackal; Top Gear: Apocalypse)